# Milica Nemanjić
La princesse Milica de Nemanja (en serbe cyrillique Кнегиња Милица), née vers 1335 et décédée en 1405, est la femme du prince Lazar Hrebeljanović. Elle est issue de la grande dynastie serbe des Nemanjić : son père se nomme Vratko fils de Vratislav fils de Dimitri ; son arrière-arrière-grand-père est Vukan Nemanjić.
Après la mort de son mari, tué pendant la Bataille de Kosovo Polje, elle devient régente de l'État serbe, car ses enfants ne sont pas encore majeurs. Ce sont des temps difficiles pour la dynastie.
Une fois que son fils, Stefan, est en âge de gouverner, elle quitte le pouvoir pour rejoindre le monastère de Ljubostinja, qu'elle a fondé elle-même avec son mari à l'endroit même de leur première rencontre. Elle y termine paisiblement ses jours et y est enterrée.

## Postérité
La princesse Milica est la mère du despote Stefan Lazarevic et sa fille Mara a été l'épouse de Vuk Brankovic.